# Heinrich Christian Steinmann
Heinrich Christian Steinmann (geboren 5. Februar 1820 in Silkerode am Harz; gestorben 6. Mai 1902 in Hannover) war ein deutscher Bassposaunist und königlich preußischer Kammermusiker.

## Leben
Heinrich Christian Steinmann wirkte Mitte des 19. Jahrhunderts als Militärmusiker im hannoverschen Garderegiment. Am 1. August 1854 trat er in der Residenzstadt des Königreichs Hannover unter dem Konzertmeister Joseph Joachim und dem Intendanten Julius von Platen in dem seinerzeit von dem Hofbaumeister Georg Ludwig Friedrich Laves neu errichteten Königlichen Opernhaus als Mitglied des Orchesters die Nachfolge des Posaunisten Friedrich Schulze an.
Nach der Annexion Hannovers durch das Königreich Preußen erhielt Steinmann am 7. Februar 1870 den Titel als Königlicher Kammermusiker verliehen.
Unter dem Komponisten Richard Wagner wirkte Steinmann neben seinen hannoverschen Kollegen August Kirchner und Heinrich Vitzthum bei den ersten Festspielen in Bayreuth mit.
Zum 1. Januar 1893 ging Steinmann in den Ruhestand.